# 安養寺 (佐久市)
安養寺（あんようじ）は長野県佐久市安原にある臨済宗妙心寺派の寺院。山号は宝林山。

## 歴史
正応あるいは弘安年間に後深草上皇の勅願により心地覚心が普化宗興国寺の末寺として信濃国佐久郡下平尾村に開創し、その弟子の正眼智鑑禅師（1331-1383）が中興の祖として貞治年間に現在地に移転させ、山号を妙蛾山から宝林山に改めたと伝わる。室町時代の信濃守護代・大井氏累代の尊崇が厚く、数代の遺骨が納められている。
永享の乱で敗死した足利持氏の末子永寿王丸は、乳母の兄が当寺の住僧であった縁で大井持光に匿われ、元服して足利成氏となって鎌倉に入り、3,500石余の寺領を当寺に授けた。寺には永寿王丸が使用した椀や膳が残る。
天文19年（1550年）武田信玄が526石余を寄進し、曹洞宗寺院として堂宇を修復したが、永禄年間には甲越合戦に巻き込まれて衰微した。徳川家康が20石を寄進し、元禄12年（1699年）妙心寺派に改宗して現在に至る。
唐版大般若経600巻など多くの仏宝を蔵する。佐久平三十三番観音の第六番である。

## 伽藍・境内
- 本堂
- 開山堂
- 潮音堂
- 鐘楼

## 逸話
- 安養寺の法燈国師を拝むと母乳が出るという。また、母乳の出ない女性は、安養寺へ米一升を届ける。寺ではこれを二分し、片方を仏に、もう片方はその人に返す。その人がこれを粥にして食べれば乳が出るという。
- 法燈国師は中国へ留学した名僧だ。安養寺には、法燈国師像を安置する開山堂が池の隣にある。ある時、支那に大火があった。その時、法燈国師像は池の中に入って大声をたてながら、中国の方角へ向かって水をかけていたという。
- 法燈国師は尺八演奏の名人でもあり、普化宗の祖といわれる。
- 大歇勇健和尚（正眼智鑑禅師）が、南北朝時代に植えたケヤキが境内にある。この木の主は、二匹の大蛇で、木を切ろとすると罰が当たるという。
- 寺の「蓮池」に生きたタニシを入れると、貝の尻が無くなり「尻無タニシ」になる。これは池の縁の開山堂が火事になった時、法燈国師像の尻が焼けたからだという。
- 参勤交代の途中、中山道岩村田宿で亡くなった熊本の細川藩の「姫の墓」が境内にある。
- 中興開山智鑑和尚が、鎌倉から文鎮用に石を、たもとに入れて安養寺に持ってきたら、どんどん石が巨大化し、井戸をふさいでしまった。これを「鎌倉石」という[1]。
- 新子田村に「秀」という馬鹿者がいた。安養寺住職が馬に乗って通行している時、秀は物陰から太鼓を叩いて驚かした。住職は落馬した。秀の家は不幸が続き絶家となった。
- 智鑑和尚は寺を建て替える時に石の上で座禅を組み、計画を定めたという。この石を「座禅石」と呼ぶ[2]。
- 安養寺の「鳳凰石」は、昔、境内にあった「鳳栖軒」という建物の庭石だという。足利成氏は四歳から二十二歳までこの鳳栖軒に身を隠していたという[3]。

## 交通アクセス
- 佐久ICから車で15分

## 所在地
佐久市安原1687番地